# Rozlutownica

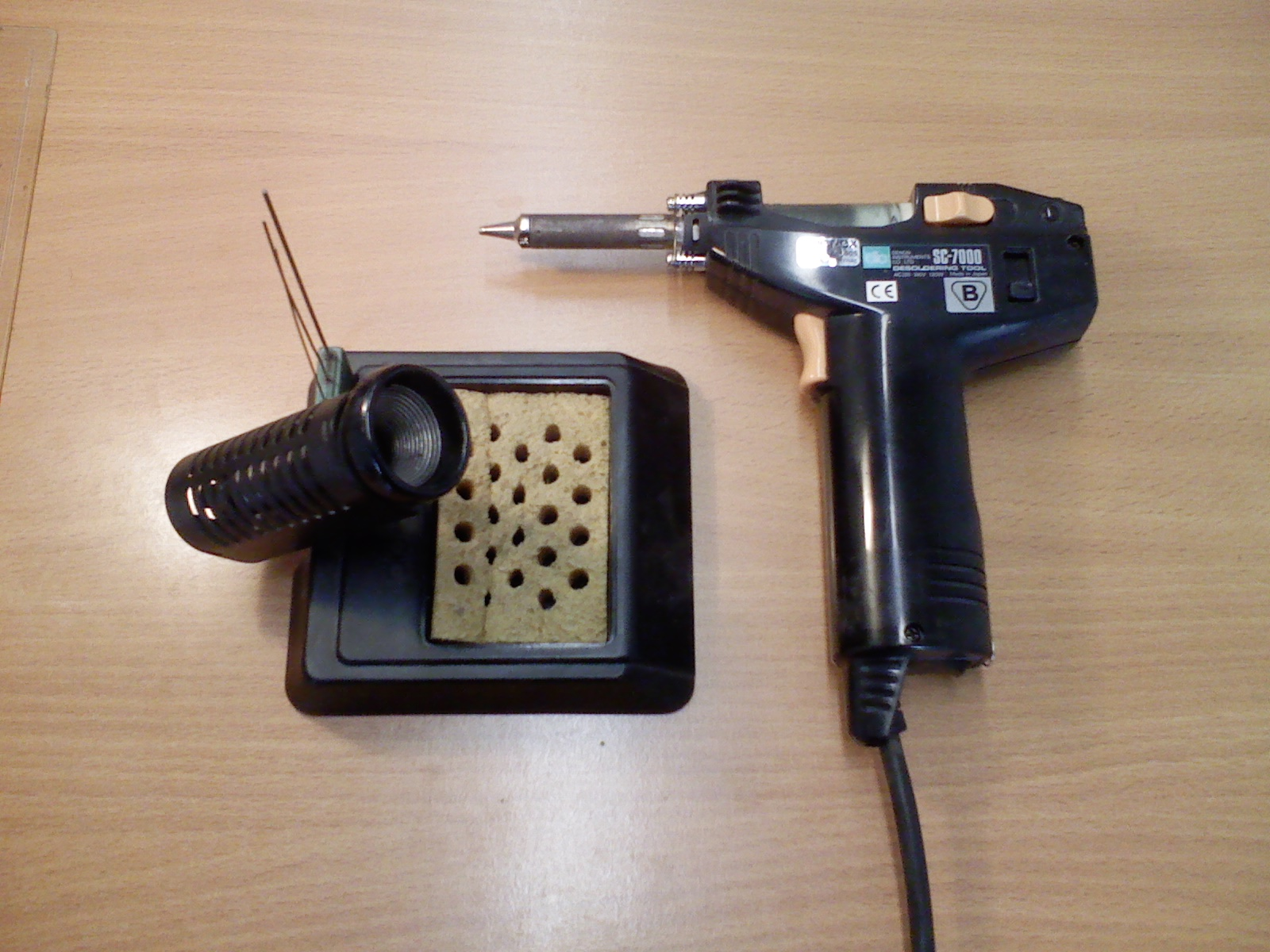
Rozlutownica z podstawką firmy dic (De-on Instruments Co.)

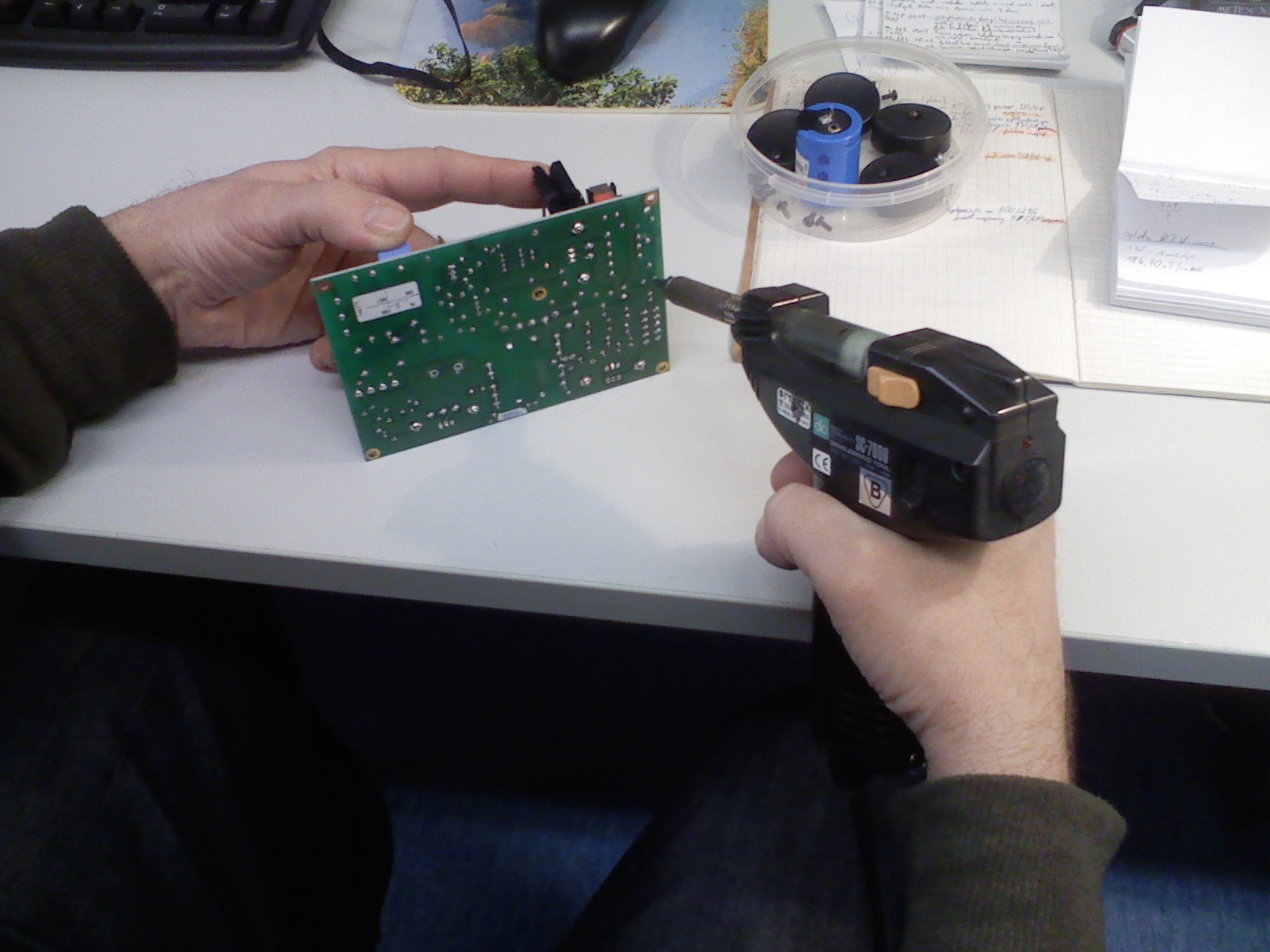
Wylutowywanie elementów elektronicznych przy pomocy rozlutownicy

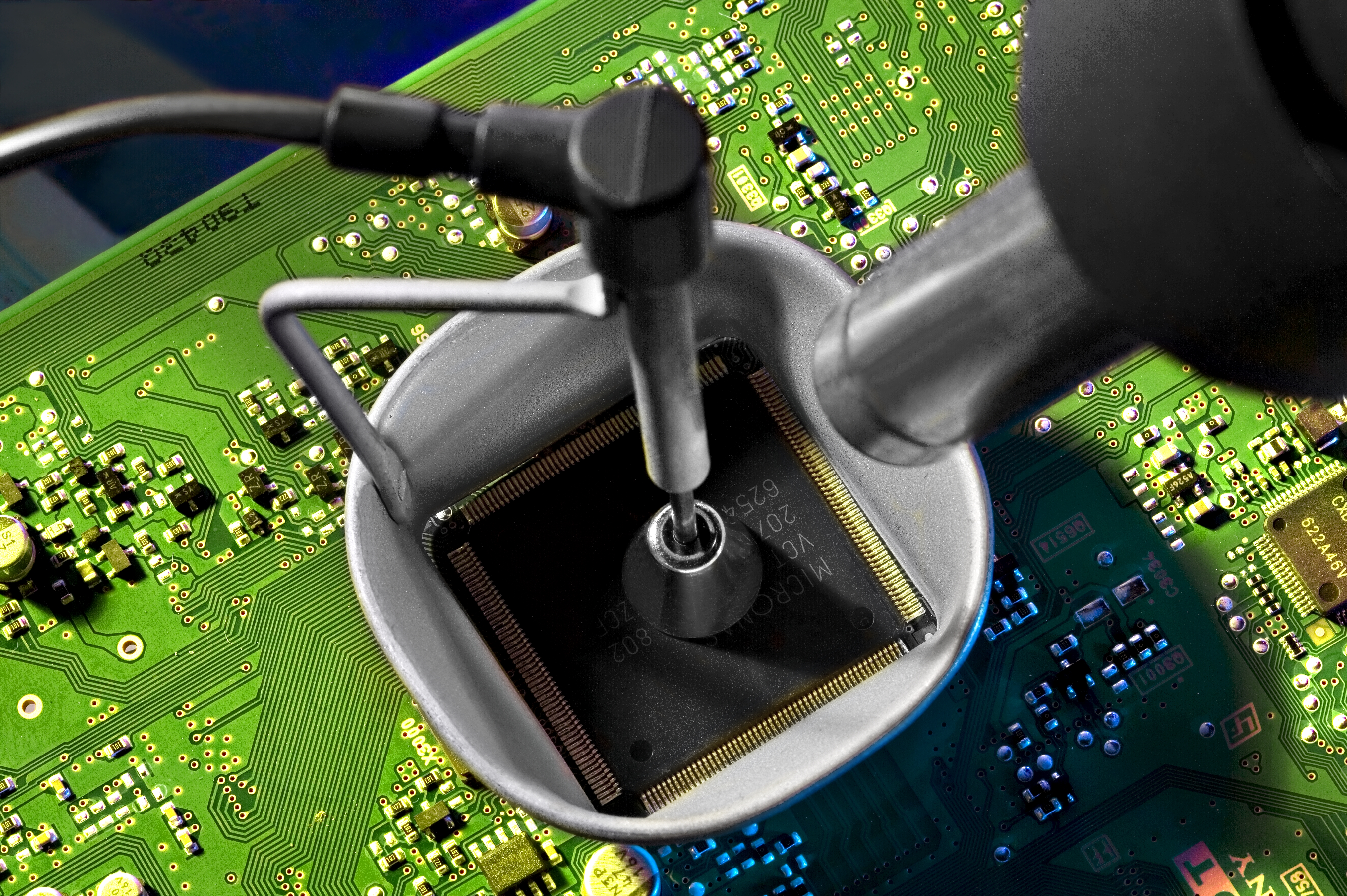
Wylutowywanie wielonóżkowego układu scalonego za pomocą systemu do rozlutowywania firmy JBC opartego na systemie nadmuchu gorącego powietrza

Rozlutownica – narzędzie służące do rozłączania elementów lutowanych, czyli rozlutowywania, przeciwieństwo lutownicy.
Typowa rozlutownica ma formę pistoletu z wbudowaną pompką ssąco-tłoczącą (w rozbudowanych konstrukcjach jest ona zwykle zasilania silniczkiem elektrycznym, a jej kształt i wielkość jest podobny do lutownicy transformatorowej). Kolba rozlutownicy zawiera element grzejny i rurkę umożliwiającą odsysanie roztopionego lutu. W tylnej części znajduje się także zbiorniczek na odessany lut.
Narzędzie zwykle umożliwia podłączenie różnorakich końcówek rozlutowniczych. Końcówki te posiadają otwór lub kilka otworów do odsysania lutowia.
Praca rozlutownicą polega na podgrzaniu końcówek zlutowanych elementów, poczekaniu aż lut się roztopi i odessaniu lutowia za pomocą pompki (uruchamianej zwykle włącznikiem pistoletowym).
Niektóre typy rozlutownic umożliwiają także zmianę kierunku ciągu powietrza, co może być wykorzystane do nadmuchu gorącego powietrza w kierunku rozlutowywanego elementu – ma to szczególne zastosowanie przy rozlutowywaniu małych elementów SMD.
Doraźnie rozlutownica nadaje się także do lutowania (nie używa się wtedy pompki) – ale praca narzędzia w tym charakterze jest mało precyzyjna i niezbyt wygodna. 
Rozlutownice to sprzęt specjalistyczny. Nie są one tak popularne jak lutownice i są stosunkowo drogie.